# Muž, který se vypařil
Muž, který se vypařil (švédsky Mannen som gick upp i rök) je druhým dílem z desetidílné série Románů o zločinu s hlavním hrdinou
policejním komisařem Martinem Beckem, od švédské autorské dvojice Maj Sjöwallová – Per Wahlöö. Ve Švédsku byla kniha vydána
v roce 1966, český překlad Františka Fröhlicha vyšel poprvé v roce 1974
(v nakladatelství Odeon, ve svazku 3x Martin Beck: společně s prvním a třetím románem ze série: Roseanna a Muž na balkóně).
Poprvé samostatně byl vydán v roce 1986 (v nakladatelství Svoboda: 158 stran, v rámci souborného vydání 10 románů o zločinu), dále
v roce 2000 v nakladatelství Ikar (v jednom svazku společně s románem Policie pomo pije) a opět samostatně v roce 2007 (Levné knihy).
Kromě toho román vyšel v roce 2007 v Braillově písmu ve čtyřech svazcích (Knihovna a tiskárna pro nevidomé) a v roce 2008
jako zvukový záznam v rámci svazku Třikrát Martin Beck (Knihovna a tiskárna pro nevidomé K. E. Macana).,

## Děj
V první kapitole románu řeší kolegové Martina Becku vcelku banální případ, kdy se dva opilci náhodně sešli v hospodě, ale nakonec se v bytě pohádali tak, až ten menší druhého utloukl lahví a židlí, údajně protože oběť mu nadávala do nacistů a urážela jeho mámu. Martin Beck tak v srpnu konečně může odjet za svou rodinou na dlouho plánovanou dovolenou, na vypůjčenou chatu na malém ostrůvku uprostřed souostroví v mořském zálivu na východ od Stockholmu. Navíc tam nebyl ani telefon, takže se těšil, že si konečně užije klidu, koupání, rybaření a rodiny.
Ale ani nepřítomnost telefonu ho „nezachránila“. Hned druhý den dovolené za ním přijel na rybářském člunu jeho nejbližší soused, pan Nygren, který měl na vedlejším ostrůvku malou loděnici a byl tam i telefon. Vzkázal mu, že má pro něj důležitý hovor a že má ihned volat zpátky. Byl to Evald Hammar, policejní ředitel. Moc se Beckovi omlouval, ale sdělil mu, že bude muset převzít naléhavý a podivný případ, a má se vrátit do Stockholmu pokud možno ihned. Beck se ještě zeptal, zda by to nemohl vzít Kollberg nebo Mellander, ale Hammar mu vysvětlil, že to bude muset převzít osobně a více mu řekne až dorazí na policejní ředitelství.
Když vstoupil do kanceláře Evalda Hammara, již ho tam kromě šéfa netrpělivě očekával podsaditý muž, od kterého dostal vizitku s tím, že do půl hodiny má být na ministerstvu zahraničních věcí, kde se teprve doví vše podstatné. Záhadně zmizel známý novinář Alf Matsson. Ten 22. července odletěl do Budapešti, kam ho vyslala jeho redakce na reportáž. Své úkoly vždy spolehlivě plnil, takže když se ani po několika dnech neozval, redakce ho nejprve neúspěšně sháněla v hotelu, poté kontaktovala jeho manželku (s kterou se rozváděl), ale ani ta nic nevěděla. Posléze zjistili, že Matssona už v hotelu nikdo neviděl, ale stále má zavazadla ve svém pokoji a pas v recepci. Pak se spojili s velvyslanectvím v Maďarsku, ale tam jim řekli pouze to, že velvyslanectví kontaktovalo maďarskou policii, ale ta (zatím) věc nešetří, protože z jejího pohledu se nic protizákonného nestalo. Na případu měli z jistých důvodů zájem i „vyšší místa“, proto se měl Beck vypravit do Budapešti a vše tam neoficiálně vyšetřit.
I přes tajnůstkaření ministerstva se Hammar nakonec rozhodl do případu zasvětit i Kollberga a jemu i Beckovi sdělil, že má něco, co ani na ministerstvu zahraničních věcí nevědí – policie má na Mattson spis a to přímo z oddělení kontrašpionáže. Poté Beck navštívil (nyní již víceméně bývalou) ženu Matssona. Ta mu řekla, že její manžel sice nebyl zrovna pořádný a dost pil, ale práci se věnoval a rukopisy vždy odevzdával v termínech. Sdělila mu jména tří novinářů, s kterými se scházel a také jeho současné bydliště. V něm Beck zjistil, že v bytě evidentně nikdo nebyl minimálně 14 dní, tedy od té doby, kdy měl Matsson odjet do Budapešti. V restauraci U korbele (aniž by prozradil, že je policista), vytáhl ze tří novinářů další informace o Matssonovi.
I když neuměl maďarsky, Martin Beck odletěl do Budapešti a ubytoval se v hotelu Dunaj, ve kterém zmizel Alf Matsson. Navštívil ho pracovník švédského velvyslanectví, který mu řekl vše, co zjistili. Potvrdil, že Matsson 22. července prošel pasovou kontrolou na letišti, první noc přespal v mládežnickém hotelu Ifjúság na druhé straně Dunaje, poté se ubytoval v tomto hotelu, za půl hodiny odešel i s klíčem od pokoje a od té doby ho nikdo neviděl. Pas i jeho zavazadla jsou stále v hotelu. Během cesty měl uskutečnit rozhovor s bývalým slavným boxerem Lászlem Pappem a napsat článek o budapešťském židovském muzeu. Ale s boxerem ani jeho matkou nemluvil, řediteli muzea sice napsal dopis, ale od té doby se také neozval. Z hlediska maďarské policie je hlášen v hotelu a má platné vízum. Bez pasu nemohl překročit hranice, jedině ilegálně. Pro jistotu proto kontaktovali též zastupitelské úřady v Praze, Bělehradě, Bukurešti, ve Vídni a v Moskvě, ale nikde nic nevědí.
Beck zjistil, že když byl Matsson v hotelu, nikdo mu nevolal, ale později několik různých osob. Velmi detailně prozkoumal také obsah jeho zavazadel, což se později ukázalo jako důležitá stopa. Zvláštní bylo, že klíč, který odnesl, jim vrátila policie již druhý den. Vypravil se také do hotelu Ifjúság, kde ověřil, že byl opravdu zapsán v knize hostů a recepční ho (skoro jistě) poznala i na fotografii. Mezitím mu ze Stockholmu zavolal Kollberg, který mu řekl, že Matsson nejspíš byl pěkný lump a že do Budapešti měl jezdit za mladou kočkou, nějakou sportovkyní, původem snad Němka, ale maďarská občanka (poznali se ve Stockholmu na nějaké sportovní akci) a její jméno je Ari Bökk (nebo Boeck). Dále zjistil, že Matssonův vůz stále parkuje na arlandském letišti, z kterého odlétal ze Švédska do Budapešti.
Martin Beck tuto ženu vypátral a navštívil ji s tím, že hledá svého kamaráda Alfa Matssona, ta popřela, že by ho vůbec znala. Během jejich rozhovoru se v místnosti penzionu objevil muž, který pocházel z Hamburku. Beck si ověřil, že by to měl být Tetz Radeberger, pracovní cestovní kanceláře opravdu z Hamburku. Po návratu do hotelu ho navštívil Vilmos Szluka, šéf maďarské policie. Po delším rozhovoru mu sdělil, že Beckovi nebudou klást do cesty překážky, i když je v Budapešti víceméně soukromě. Ale odmítl mu odpovědět, jak se ke klíčům od hotelu dostala policie. Na závěr ho pozval na příští den do palatinských lázních. Později si také všiml, že ho někdo sleduje, Beck se domníval, že je to někdo od maďarské policie.
Ještě než se v lázních znovu sešel s majorem Szlukou, Beck v kanceláři maďarské letecké společnosti Malév ověřil, že Matsson si nerezervoval letenku zpět do Stockholmu, ani kamkoli jinam. Až v lázních mu Szluka prozradil, že klíče od hotelu se našly na schodech policejní stanice ještě v ten den, kdy Matsson odešel z hotelu. Dále, přestože policii nikdo oficiálně nepožádal, provedli nakonec jistá šetření: nikdo takový z Maďarska nevycestoval, nikdo nebyl přijat do nemocničního ošetřování, ani nebylo hlášeno žádné úmrtí. Bez pasu se také nemohl nastěhovat do jiného hotelu. Popřel však, že by cokoli věděl o údajném sledování Becka.
Na cestě zpět do hotelu, u přístaviště na něj čekala Ari Boecková, projeli se lodí, navštívili různá místa a nakonec šli na večeři. Beck už byl skoro přesvědčen, že vše co mu říká, je pravda. Ale pak zjistil, že plavky v síťovce, jsou zcela suché, i když mu předtím tvrdila, že se byla vykoupat. Nakonec se ho pokusila svést a když ji odmítl, byla najednou nenávistná. Krátce nato ho znovu kontaktoval pracovník velvyslanectví, kterému sdělil, že musel mluvit s místní policií a přes dílčí zjištění v případu bohužel nenastal žádný významný pokrok.
Jednoho dusného večeře Beck vyšel do města a měl pocit, že ho opět někdo sleduje. Pak si všiml tmavozelené škodovky, která ho oslnila, ale i tak rozpoznal, že auto mělo odlákat jeho pozornost od druhého muže. Byl napaden nožem, první útok se mu díky rychlé reakci ještě podařilo odrazit. Když už si myslel, že umře na nábřeží v cizím městě (možná stejně jako Matsson) a nebude vědět proč, najednou uviděl majora Szluku, policejní vozy a dva zadržené a zraněné muže. Jeden byl Tetz Radeberger, druhého neznal.
Poté události nabraly spád. Szluka mu řekl, že když ho Beck obvinil, že ho sleduje maďarská police, bylo mu to krajně divné a začali dohlížet na muže, který ho opravdu sledoval. Když policista zjistil, že ho sledují již dva, přivolal další pomoc, doslova na poslední chvíli. Po zatčení Ari Boeck a obou mužů, kteří se pokusili Becka zavraždit, maďarská policie již rychle vyšetřila, že tato trojice spolu s Matssonem dlouhodobě provozovali menší, ale výnosné obchody s drogami. Tetz Radeberger a druhý Němec (Theodor Fröbe) jezdili často do Turecka jako průvodci cestovní kanceláře. Tam levně nakupovali hašiš a pašovali ho do Maďarska. To bylo celkem bez rizika, Maďarsko nebylo cílovou zemí, takže kontroly na hranicích nebyly nijak důkladné, navíc jako průvodci měli vždy na starosti zavazadla výpravy.
Ari Boecková se Matssonem opravdu seznámila na závodech ve Švédsku a nadále dělala spojku (ze závodního plavání ji mezitím vyřadili). Protože Alf Mattson byl novinář a „specialista na socialistické země“, jeho časté cesty do Budapešti (a také do Prahy, Varšavy a Bratislavy) nebyly nijak podezřelé a při návratu do Stockholmu z Budapešti celní kontrola rovněž nebyla důkladná, protože převládal názor, že z východních zemí není co pašovat. Naproti tomu, pokud by se Radeberger nebo Fröbe pokusil pašovat hašiš z Turecka přímo do Švédska nebo do Německa, byl by nejspíš brzo zadržen. Všichni však rozhodně popírali, že se Matssona nějak zbavili nebo ho dokonce zavraždili. Protože i další indicie, které Beck a Szluka shromáždili, tomu odpovídali, rozhodl se Beck vrátit do Stockholmu a informovat specialisty z oddělení narkotik, aby došetřili švédskou stranu drogového případu.
Po návratu do Švédska a důkladném prostudování výpovědí všech lidí, kteří se s Matsson setkali, prozkoumání podrobného seznamu věcí v jeho zavazadlech a po rozboru všech dalších indicií, došel Beck k určitým závěrům, ale dlouho se mu nedařilo nalézt pořádné stopy. Také zavolal zpět do Budapešti majoru Szlukovi, aby si ověřil, zda nějaký cizinec nahlásil ztrátu pasu v hotelu, kde Matsson bydlel. Beck a Kollberg vyslechli několik dalších svědků a nakonec usvědčili Ake Gunnarsona, jednoho z novinářských kolegů. Matsson s ním přijel do bytu, oba již mělo značně upito, velmi se pohádali a Gunnarson ho nakonec uškrtil. A protože Matsson měl u sebe pas i letenky, napadlo ho následující. Tělo odvezl do Hagalundu a ukryl na půdě domu, který byl určen k demolici a hasiči v něm již několik týdnů trénovali hašení požárů. Vzal si část oblečení Matssona a nasadil jeho brýle a takto v převleku odjel jeho autem na letiště, kde vůz nechal a úspěšně prošel pasovou kontrolou. Coby Matsson se ubytoval v hotelu, nechal tam zavazadla a pas. Neměl promyšleno, jak se dostane zpátky. Ale v recepci se mu podařilo vzít pas jednoho Belgičana, který mu byl podobný. Na tento pas odjel vlakem do Vídně a odtud se již bez problémů vrátil do Švédska na vlastní pas.

## Filmové adaptace
Román byl zfilmován v roce 1980 v německé produkci ve spolupráci s Maďarskem, kde se film také převážně natáčel.
Režisérem filmu byl maďarský režisér Péter Bacsó, autorem scénáře Wolfgang Mühlbauer. Roli Martin Becka ztvárnil známý britský herec Derek Jacobi,
roli Lennarta Kollberga hrál Lasse Strömstedt, roli šéfa maďarské policie (major Szluka) ztvárnil Ference Bács.
Německá verze filmu byla distribuována pod názvem Der Mann, der sich in Luft auflöste, anglická verze pod názvem The Man Who Went Up in Smoke
(tedy stejně, jako anglické knižní vydání románu).

## Lokace a reálie
Velká část románu se odehrává v Budapešti, kde měl zmizelý novinář Alf Matsson pracovat na svých reportážích. Budapešť (tak jak vypadala v polovině 60. let) je v knize podrobně popisována: nejen různé památky, ale vše s čím se Martin Beck při svém pátrání setkal (hotely, restaurace, veřejná doprava včetně starobylého metra nebo lodí, lázně, typická maďarská jídla a pití). V románu se vyskytuje také československá loď Družba a nepojmenovaný bílý československý kolesový parník (obě plavidla v době vyšetřování kotvila na Dunaji). V knize se objevuje ještě celá řada dalších dobových reálií, např. Matsson plánoval interview s bývalým slavným maďarským boxerem Lászlem Pappem, který jako první získal tři zlaté olympijské medaile (v letech 1948, 1952 a 1956).
Další zajímavostí je, že Martin Beck ze Stockholmu do Budapešti letěl s Československými aeroliniemi, s mezipřistáním na letiště Berlín-Schönefeld v tehdejší NDR, s dalším mezipřistáním v Praze („...v městě, které Martin Beck už dlouho chtěl poznat. Teď se musel spokojit jen zběžným pohledem na spoustu věží, mosty a Vltavu z ptačí perspektivy“) a v turbovrtulovém letadle Iljušin Il-18. Zpátky se vracel se SAS před Kodaň. Způsob odbavení v Kodani ho inspiroval k tomu, kde hledat další možnou stopu v pátrání.